# ブロモ酢酸エチル
ブロモ酢酸エチル (Ethyl bromoacetate) は、示性式 CH2BrCO2C2H5で表わされる化合物であり、ブロモ酢酸のエステルである。酢酸から 2ステップで合成される。催涙性があり、フルーツ様の刺激臭がある。強い毒性を持つアルキル化剤で、吸入すると致命的である。

## 応用
ブロモ酢酸エチルは、世界保健機構 (World Health Organization) により、暴動鎮圧剤としてリストされている。1912年、フランス警察によってこの目的で採用された。フランス軍は1914年8月からドイツ軍に対してこのガスで満たされたライフル手榴弾 (grenades lacrymogènes) を使用したが、ブロモ酢酸エチルは塩素の2倍の毒性があるにもかかわらず、ほとんど効果がなかった。 戦争の初期には、イギリス軍は催涙ガス剤や二酸化硫黄を含むより有毒なガスを武器として使用していた。その後、ドイツ軍はこれらの攻撃を利用して、1915年にドイツのコードWeisskreuz（White Cross)(注：毒ガス兵器の規格) の下で無臭の有毒ガスおよび化学兵器の着臭剤または警告剤としてのその後の使用を正当化した。
有機合成においては、用途の広いアルキル化剤である。 その主な用途は、亜鉛と反応して亜鉛エノラートを形成するレフォルマトスキー反応である。 得られたBrZnCH2CO2Etは、カルボニル化合物と縮合してβ-ヒドロキシエステルを生成する。
また、他のいくつかの試薬を調製するための出発点でもある。 たとえば、関連するウィッティヒ試薬 (トリフェニルホスフィンとの反応によって調製) は、ベンズアルデヒドなどのカルボニル化合物からα,β-不飽和エステルを調製するために一般的に使用される
。